# Исландия на зимних Олимпийских играх 2014
Исландия принимала участие в зимних Олимпийских играх 2014, которые проходили в Сочи с 7 по 23 февраля. Команда была представлена пятью спортсменами в двух видах спорта. Впервые с 1994 года Исландия была представлена не только в горнолыжном спорте.

## Состав и результаты олимпийской сборной Исландии

### Горнолыжный спорт
Мужчины
| Соревнование      | Спортсмены           | Скоростной спуск/ 1 спуск | Скоростной спуск/ 1 спуск | Слалом/ 2 спуск | Слалом/ 2 спуск | Всего   | Место |
| Соревнование      | Спортсмены           | Время                     | Место                     | Время           | Место           | Всего   | Место |
| ----------------- | -------------------- | ------------------------- | ------------------------- | --------------- | --------------- | ------- | ----- |
| Гигантский слалом | Эйнар Кристгейрссон  | 1:32,90                   | 63                        | 1:32,55         | 54              | 3:05,45 | 56    |
| Гигантский слалом | Бриньяр Гундмундссон | 1:33,58                   | 65                        | 1:36,03         | 61              | 3:09,61 | 59    |
| Слалом            | Эйнар Кристгейрссон  | 54,04                     | 49                        | DNF             | DNF             | DNF     | DNF   |
| Слалом            | Бриньяр Гундмундссон | 56,85                     | 62                        | 1:07,72         | 37              | 2:04,57 | 36    |

Женщины
| Соревнование      | Спортсмены                      | Скоростной спуск/ 1 спуск | Скоростной спуск/ 1 спуск | Слалом/ 2 спуск | Слалом/ 2 спуск | Всего   | Место |
| Соревнование      | Спортсмены                      | Время                     | Место                     | Время           | Место           | Всего   | Место |
| ----------------- | ------------------------------- | ------------------------- | ------------------------- | --------------- | --------------- | ------- | ----- |
| Супергигант       | Хельга-Мария Вильхьяульмсдоттир |                           |                           |                 |                 | 1:33,42 | 29    |
| Гигантский слалом | Хельга-Мария Вильхьяульмсдоттир | 1:26,39                   | 51                        | 1:25,52         | 46              | 2:51,91 | 46    |
| Гигантский слалом | Эрла Асгейрсдоттир              | 1:30,15                   | 57                        | 1:31,51         | 54              | 3:01,66 | 52    |
| Слалом            | Хельга-Мария Вильхьяульмсдоттир | 1:02,69                   | 43                        | 1:00,53         | 34              | 2:03,22 | 34    |
| Слалом            | Эрла Асгейрсдоттир              | 1:03,55                   | 45                        | 1:01,53         | 36              | 2:05,08 | 36    |

### Лыжные гонки
Мужчины
Дистанционные гонки
| Соревнование              | Спортсмены      | Результат | Место |
| ------------------------- | --------------- | --------- | ----- |
| 15 км классическим стилем | Сэвар Биргиссон | 45:44,2   | 74    |

Спринт
| Соревнование | Спортсмены      | Квалификация | Квалификация | Четвертьфинал | Четвертьфинал | Полуфинал | Полуфинал | Финал     | Финал | Итоговое место |
| Соревнование | Спортсмены      | Результат    | Место        | Результат     | Место         | Результат | Место     | Результат | Место | Итоговое место |
| ------------ | --------------- | ------------ | ------------ | ------------- | ------------- | --------- | --------- | --------- | ----- | -------------- |
| Спринт       | Сэвар Биргиссон | 3:59,50      | 72           | DNQ           | DNQ           | DNQ       | DNQ       | DNQ       | DNQ   | 72             |